# Лілея (балада)
«Ліле́я» — балада Тараса Шевченка, у якій поет показав несумісність духовної краси з нелюдяною життєвою реальністю. Написана 25 липня 1846 року в Києві.

## Історія
Баладу «Лілея» Шевченко написав 25 липня 1846 року в Києві. На цей час він працював у Археографічній комісії, змальовував краєвиди та історичні пам'ятки, проте не обмежувався виконанням цих завдань, прагнучи вивчати все, що стосувалося історії й культури народу, зокрема феодальних взаємин кріпаків і поміщиків, збирав фольклорні матеріали. Джерелом для написання балад «Лілея» й «Русалка» могли бути почуті на Васильківщині народні пісні, перекази й легенди. Існують один чорновий та три чистові автографи тексту «Лілеї». Чорновий — на окремому аркуші, де твір записано під заголовком «Лілія». Чистові автографи: перший — у рукописі для «Кобзаря», що мав, за задумом, вийти в 1847 року, однак не був здійснений через арешт у справі Кирило-Мефодіївського братства; другий у «Малій книжці», третій, датований 6 березня 1858 року — у «Більшій книжці». Перше видання твору здійснено в газеті «Слово» 1862 року (№ 16) у Львові.

## Жанр, композиція, сюжет
«Лілеєю», разом із написаною тоді ж «Русалкою», Шевченко започатковує в українській поезії жанр соціально-романтичної балади, де поряд із фольклорними мотивами змальовуються соціальні проблеми, зокрема такі огидні явища кріпосницької дійсності, як збезчещення паном-розпусником дівчат з народу, а також жорстокість і нетерпимість сільської громади по відношенню до покриток та їхніх дітей.
В основі балади Шевченко використав фольклорний мотив перетворення дівчини на квітку, що ґрунтується на анімістичних народних віруваннях. За стилем балада суттєво відрізняється від ранніх балад поета — «Причинної», «Утопленої», «Тополі». У баладі поєднано епічний, ліричний і драматичний елементи, вона має циклічну, тричастинну й рамкову композицію. Зачин (рядки 1—18) і кінцівка (рядки 77—90) слугують лірико-драматичним обрамленням основної розповіді. Основна частина балади (рядки 19—76) — розгорнутий монолог головної героїні твору, Лілеї, її лірична сповідь про свої поневіряння й страждання; цю частину умовно можна поділити ще на дві: до і після перетворення героїні на квітку. На відміну від ранніх балад Шевченка, автор-розповідач майже не включається в монолог-оповідь героїні, ніяк не коментує зображене, яке промовляє само за себе. Така побудова сюжету служить заглибленню в психологію героїні, переведенню дії в оповідний час, коли все зображується самим персонажем у власному сприйнятті, а тому дуже емоційно. Трагедія дівчини передана не стільки через опис вчинків пана, який, звівши матір Лілеї, кидає її з дитиною напризволяще, як через сприйняття маленькою донькою тяжкого психологічного стану її матері: «Моя мати… чого вона, / Вона все журилась / І на мене, на дитину, / Дивилась, дивилась / І плакала» Я не знаю, / Мій брате єдиний! / Хто їй лихо заподіяв" / Я була дитина, / Я гралася, забавлялась, / А вона все в'яла, / Та нашого злого пана / Кляла-проклинала. / Та й умерла".
Мовно-образними засобами балада близька до народних пісень з їх глибоким ліризмом, яскравою поетичністю і мелодійністю.
«Лілея» з усіх балад Шевченка «найбільш настроєва і найбільш лірична», поезія становить «нове слово не тільки у баладовій творчості автора, але й у всій історії української балади взагалі— Леонід Білецький

## Ідейно-тематичний зміст
Монолог героїні поеми, Лілеї, — чистої й невинної натури — сповнений подиву й нерозуміння того, що з нею вчинено — і паном-батьком, і недобрими людьми. Протягом поеми розкодовується драматична ситуація героїні й причини ставлення до неї сільської громади, яка зазвичай відторгала від себе панське байстря. Завдяки передачі сприйняття героїнею власної трагедії образ Лілеї — дочки панської полюбовниці, сироти, несправедливо осміяної, зневаженої і, зрештою, погубленої односельцями — розкривається в усій чистоті, наївності, незахищеності. Цим рисам відповідає перетворення дівчини на лілею — квітку чистоти й цноти, квітку Богоматері. За Шевченком, Бог докоряє жорстоким людям, нечулість яких породжена постійним гнітом рабства й несправедливості, щоденною боротьбою за виживання. Схвильований, скорботний монолог Лілеї пройнятий гірким подивом перед несправедливістю й жорстокістю людей та незбагненністю Божої волі. Яскраво зобразивши ніжну красу Лілеї — «Лілеї снігоцвіту», поет показав несумісність духовної краси з нелюдяною життєвою реальністю. Поруч із засудженням пана як головного винуватця трагедії Лілеї та її матері, Шевченко водночас порушує проблему етичної неоднозначності й застарілості деяких родових звичаїв і забобонів, котрі ставали на перешкоді співчуттю й милосердю, взаєморозумінню між людьми.

## Культурні інтерпретації
За мотивами Шевченкового твору створено:
- однойменний балет К. Данькевича;
- симфонічну поему Г. Майбороди;
- фільм-балет «Лілея», поставлений Кіностудією ім. О. Довженка;
- ілюстрації художників Є. Котляревської (1964), В. Лопати (1984), Н. Коваль (1998);
- мозаїку «Лілея» Г. Севрук (1964).